# Dendrophyllia suprarbuscula
Espèce
Statut CITES
Dendrophyllia suprarbuscula est une espèce de coraux de la famille des Dendrophylliidae.

## Répartition
L'holotype de Dendrophyllia suprarbuscula, une colonie d'environ 20 cm de diamètre, a été découvert à 90 m de profondeur sur l'île Hachijō.

## Étymologie
Son nom spécifique, composé du latin supra, « au-dessus de, supérieur à, en haut », et de [a]rbuscula, fait référence à sa grande ressemblance avec l'espèce Dendrophyllia arbuscula.

## Publication originale
- Ogawa & Takahashi, 2000 : Notes on Japanese ahermatypic corals -II. New species of Dendrophyllia. Publications of the Seto Marine Biological Laboratory,vol. 39, n. 1, pp. 9-16 (texte intégral) (en) [PDF].